# Yarim
Yarim est une ville du gouvernorat d'Ibb, au Yémen.

## Géographie
Elle est située au cœur des Hauts Plateaux du Yémen, sur un plateau dominé par le massif du Mont Sumarah (près de 3300 mètres).

## Histoire
Dans l'antiquité, la région de Yarim a été le noyau du Royaume himyarite, qui a dirigé une grande partie de l'Arabie du Sud, de 115 av. J.-C. à environ 575. La capitale himyarite de Thifar est à environ 15 km au sud de Yarim.

## Étymologie
Le verbe ar'ama dérive en Aram, A'rm, Yareem, Maryama, en relation avec l'idée de haut plateau. Ce nom apparaît dans les noms de villages dans les régions montagneuses occidentales du Yémen, en Syrie et dans l'Asir (sud de l'Arabie saoudite).